# Argyra spinipes
Argyra spinipes är en tvåvingeart som först beskrevs av Carl Ludwig Doleschall 1856.  Argyra spinipes ingår i släktet Argyra och familjen styltflugor. Inga underarter finns listade i Catalogue of Life.